# L’Horrón de Riba
L'Horrón de Riba (spanisch Horrón de Arriba) ist ein Weiler in der Parroquia Pola de Laviana der Gemeinde Laviana in der autonomen Region Asturien in Spanien.

## Geographie
L'Horrón de Riba ist ein Weiler mit sechs Einwohnern (2011). Es liegt auf 445 m. L'Horrón de Riba ist 2,7 Kilometer von Pola de Laviana, dem Hauptort der Gemeinde Laviana, entfernt.

## Wirtschaft
Der Weiler besteht aus landwirtschaftlichen Betrieben, die jedoch nur noch im Nebenerwerb betrieben werden.

Land- und Forstwirtschaft sowie der Abbau von Kohle und Eisen haben die Region seit Jahrhunderten geprägt.

## Klima
Angenehm milde Sommer mit ebenfalls milden, selten strengen Wintern. In den Hochlagen können die Winter durchaus streng werden.